# Edersberg (Fraunberg)
Edersberg ist ein Ortsteil der Gemeinde Fraunberg im oberbayerischen Landkreis Erding.

## Lage
Der Weiler liegt rund vier Kilometer östlich von Fraunberg. 